# Skelton-on-Ure
Skelton-on-Ure is een civil parish in het bestuurlijke gebied Harrogate, in het Engelse graafschap North Yorkshire.